# Balma

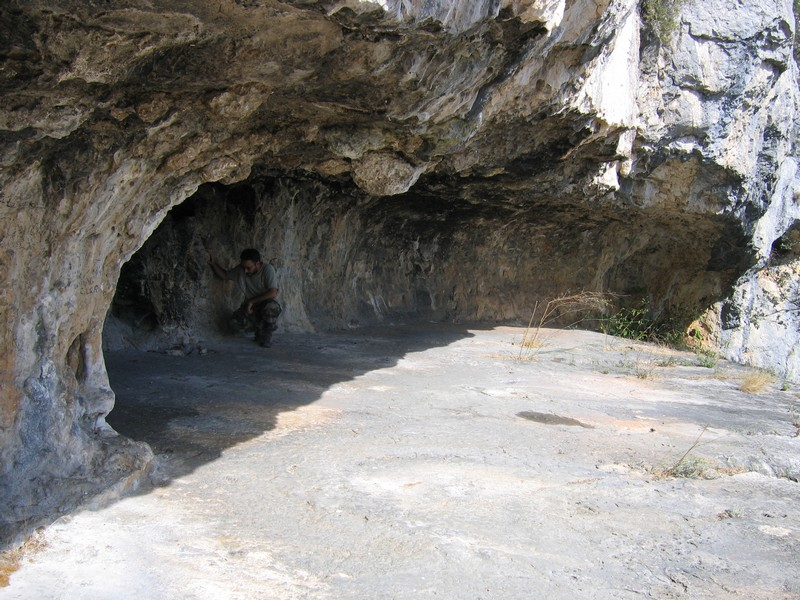
Abric rocós a Thaurac

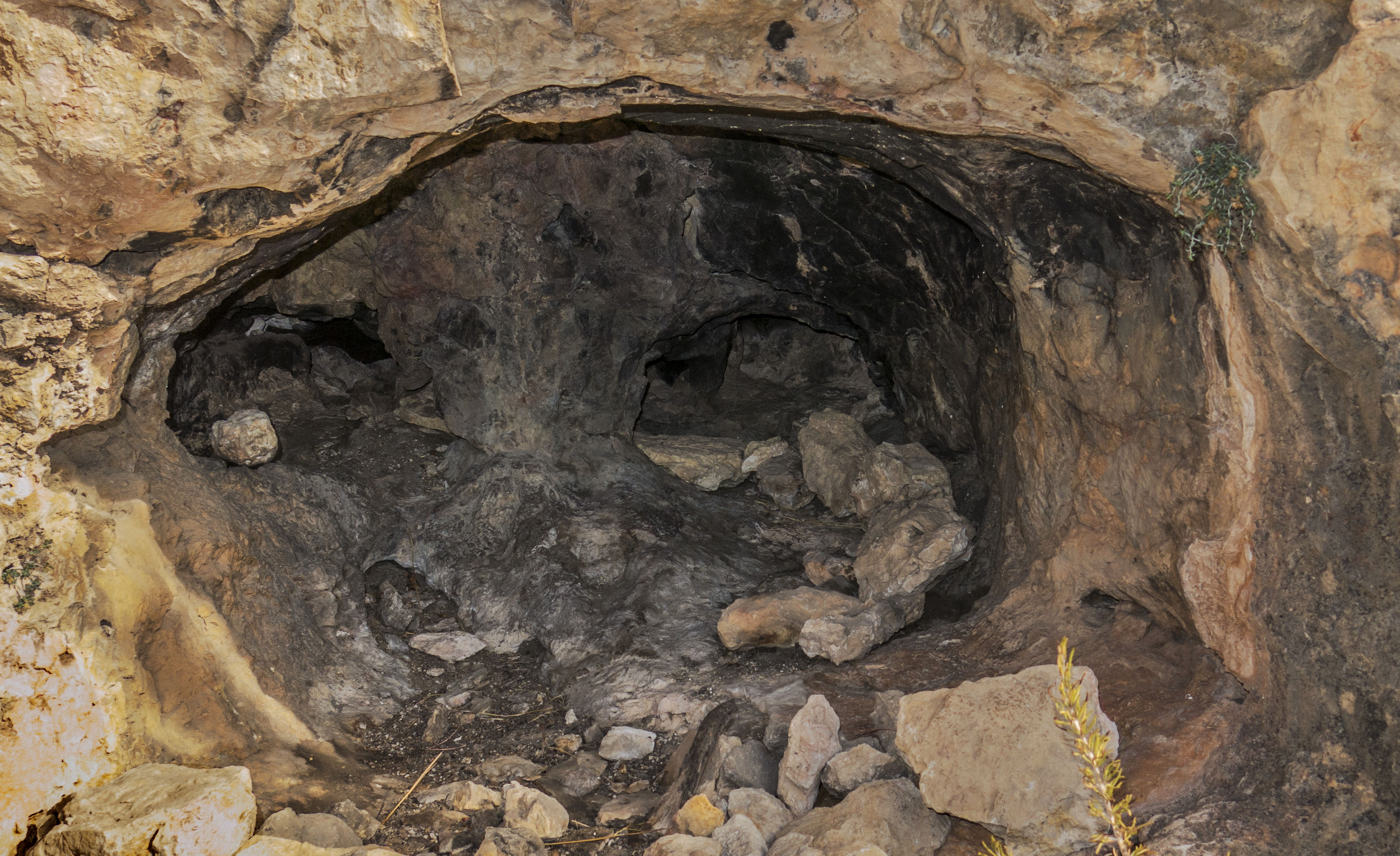
Coveta o abric rocós del Matamon

Una balma o bauma és un abric rocós en una cova natural poc profunda en la qual penetra la claror. Es distingeix per això de les cavernes. Es troba en parets rocoses, sovint en la seua base. En zones muntanyenques, aquest tipus de refugi pot també ser important per als muntanyencs. La paraula és preromana i d'origen incert.
Els abrics rocosos es formen quan un estrat de roca arenosa que resisteix a l'erosió i al desgast, pel temps ha format un penya-segat, però un estrat més bla, més susceptible a l'erosió i els estralls de la climatologia, queda just a sota, i d'aquesta manera talla el penya-segat. Són especialment freqüents en els massissos de calcària, en contextos càrstics, on es va excavant la roca durant mil·lennis amb l'erosió que produeixen les gelades i el desglaç, a més de l'erosió química (dissolució). Més rares vegades, es troba en altre tipus de roques com les volcàniques (per exemple, basalts). Aquest mateix fenomen esdevé normalment amb les cascades i, de fet, molts abrics rocosos es troben sota cascades.
Les balmes solen ser importants arqueològicament. A causa del fet que ofereixen un refugi natural, en estar protegits mitjançant una cornisa, els humans prehistòrics que cercaven refugis ventilats i de fàcil accés, se'n servien sovint, de manera tant permanent (hàbitat, sepultura) com ocasional (campament estacional, parada en una partida de caça, taller) i deixaven al seu darrere restes de menjar, utensilis i objectes artístics d'interès arqueològic. L'ocupació d'un abric rocós pot durar diversos milers d'anys, durant els quals van usant-lo tribus diferents amb fins distints. Els dipòsits que resulten d'aquestes ocupacions successives se superposen i saturen a poc a poc l'abric. Excavant aquests sediments que es van anar superposant uns sobre uns altres, els arqueòlegs trauen a la llum els rastres del passat, estableixen una estratigrafia, i els interpreten, intentant reconstruir la història de l'abric.

## Exemples
- El paratge on fou construïda l'església romànica de Sant Miquel del Fai, a Riells del Fai (Vallès Oriental), totalment situada al dessota (és a dir, dins) d'una balma
- La masia del puig de la Balma, del terme municipal de Mura,[4] al Bages
- El santuari de la Mare de Déu de la Balma, del terme municipal de Sorita, als Ports, totalment edificat en una balma.
- La Roca dels Moros a Cogul.[5][6]

Altres llocs destacats a nivell arqueològic són Lo Mostièr (a Aquitània, França), epònim del mosterià, cultura del Paleolític inferior; l'abric de Cròs Manhon, on es van trobar les primeres restes de l'humà de Cromanyó; i l'abric Romaní de Capellades